# Deneuvre
Deneuvre est une commune française située dans le département de Meurthe-et-Moselle en région Grand Est.

## Géographie

### Localisation

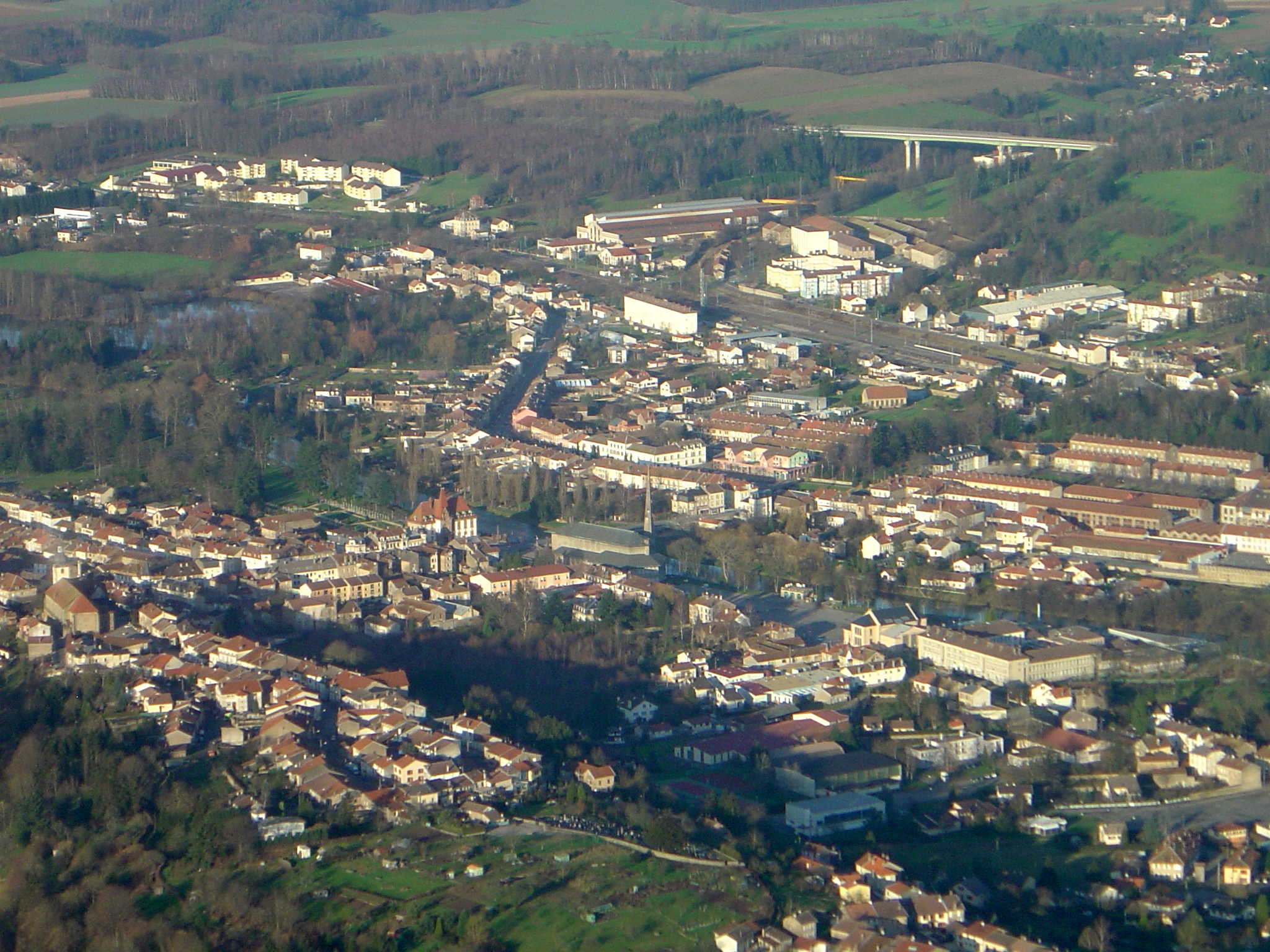
Deneuvre au tout premier plan devant Baccarat.

Deneuvre est une commune de Lorraine intimement limitrophe de la cité de Baccarat, qu'elle jouxte, et située à vol d'oiseau à 24 km au sud-est de Lunéville, 24 km au nord-ouest de Saint-Dié-des-Vosges et 36 km au nord-est d’Épinal.  Cette commune de Meurthe-et-Moselle est limitrophe du département des Vosges.
Elle se trouve dans l'aire d'attraction de Baccarat, dans son unité urbaine et dans son  bassin de vie, ainsi que dans la zone d'emploi de Saint-Dié-des-Vosges.

### Communes limitrophes
Le territoire de la commune est limitrophe de 5 communes, dont Sainte-Barbe et Bazien se trouvent dans le département limitrophe des Vosges.
|                   | Baccarat              |            |
| Fontenoy-la-Joute | Deneuvre              |            |
| Bazien (Vosges)   | Sainte-Barbe (Vosges) | Lachapelle |

### Géologie et relief
La superficie de la commune est de 9,70 km2 ; son altitude varie de 262  à   377 mètres.
Elle occupe un petit plateau qui domine la rive gauche de la Meurthe.

### Hydrographie

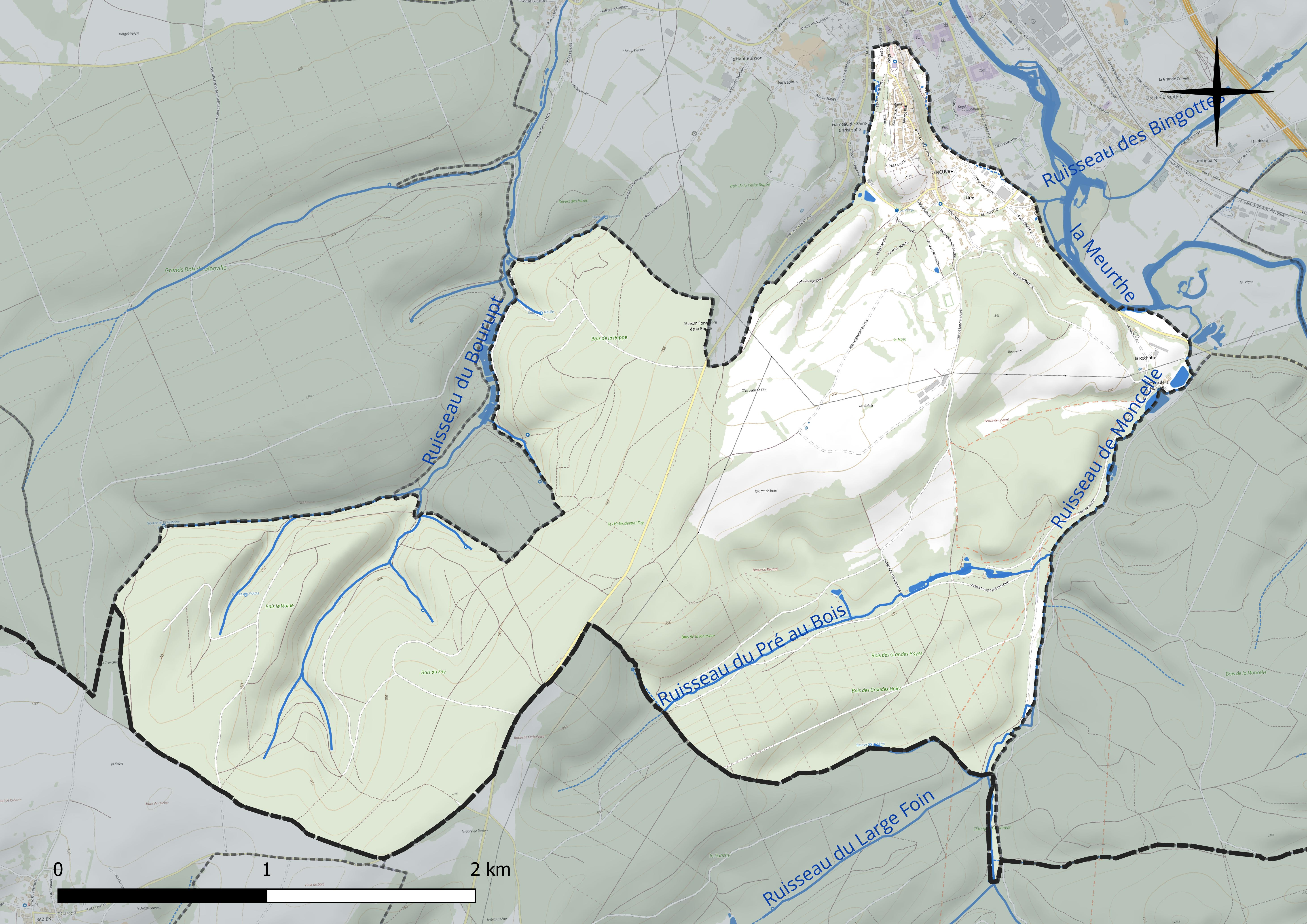
Réseau hydrographique de Deneuvre.

La commune est dans le bassin versant du Rhin au sein du bassin Rhin-Meuse. Elle est drainée par le ruisseau de Moncelle, le ruisseau du Bourupt et le ruisseau du Pre au Bois,.
La Meurthe tangente la limite nord-est de la commune.

### Climat
Pour des articles plus généraux, voir Climat du Grand Est et Climat de Meurthe-et-Moselle.
En 2010, le climat de la commune est de type climat des marges montargnardes, selon une étude du Centre national de la recherche scientifique s'appuyant sur une série de données couvrant la période 1971-2000. En 2020, Météo-France publie une typologie des climats de la France métropolitaine dans laquelle la commune est exposée à un climat semi-continental et est dans la région climatique Vosges, caractérisée par une pluviométrie très élevée (1 500 à 2 000 mm/an) en toutes saisons et un hiver rude (moins de 1 °C).
Pour la période 1971-2000, la température annuelle moyenne est de 9,8 °C, avec une amplitude thermique annuelle de 16,8 °C. Le cumul annuel moyen de précipitations est de 1 041 mm, avec 12,4 jours de précipitations en janvier et 10,2 jours en juillet. Pour la période 1991-2020, la température moyenne annuelle observée sur la station météorologique de Météo-France la plus proche, « St Maurice », sur la commune de Saint-Maurice-aux-Forges à 11 km à vol d'oiseau, est de 10,5 °C et le cumul annuel moyen de précipitations est de 837,4 mm. 
La température maximale relevée sur cette station est de 39,2 °C, atteinte le 25 juillet 2019 ; la température minimale est de −19,9 °C, atteinte le 1er mars 2005,,.
Les paramètres climatiques de la commune ont été estimés pour le milieu du siècle (2041-2070) selon différents scénarios d'émission de gaz à effet de serre à partir des nouvelles projections climatiques de référence DRIAS-2020. Ils sont consultables sur un site dédié publié par Météo-France en novembre 2022.

## Urbanisme

### Typologie
Au 1er janvier 2024, Deneuvre est catégorisée bourg rural, selon la nouvelle grille communale de densité à sept niveaux définie par l'Insee en 2022.
Elle appartient à l'unité urbaine de Baccarat, une agglomération intra-départementale regroupant deux  communes, dont elle est une commune de la banlieue,,. Par ailleurs la commune fait partie de l'aire d'attraction de Baccarat, dont elle est une commune du pôle principal,. Cette aire, qui regroupe 13 communes, est catégorisée dans les aires de moins de 50 000 habitants,.

### Occupation des sols

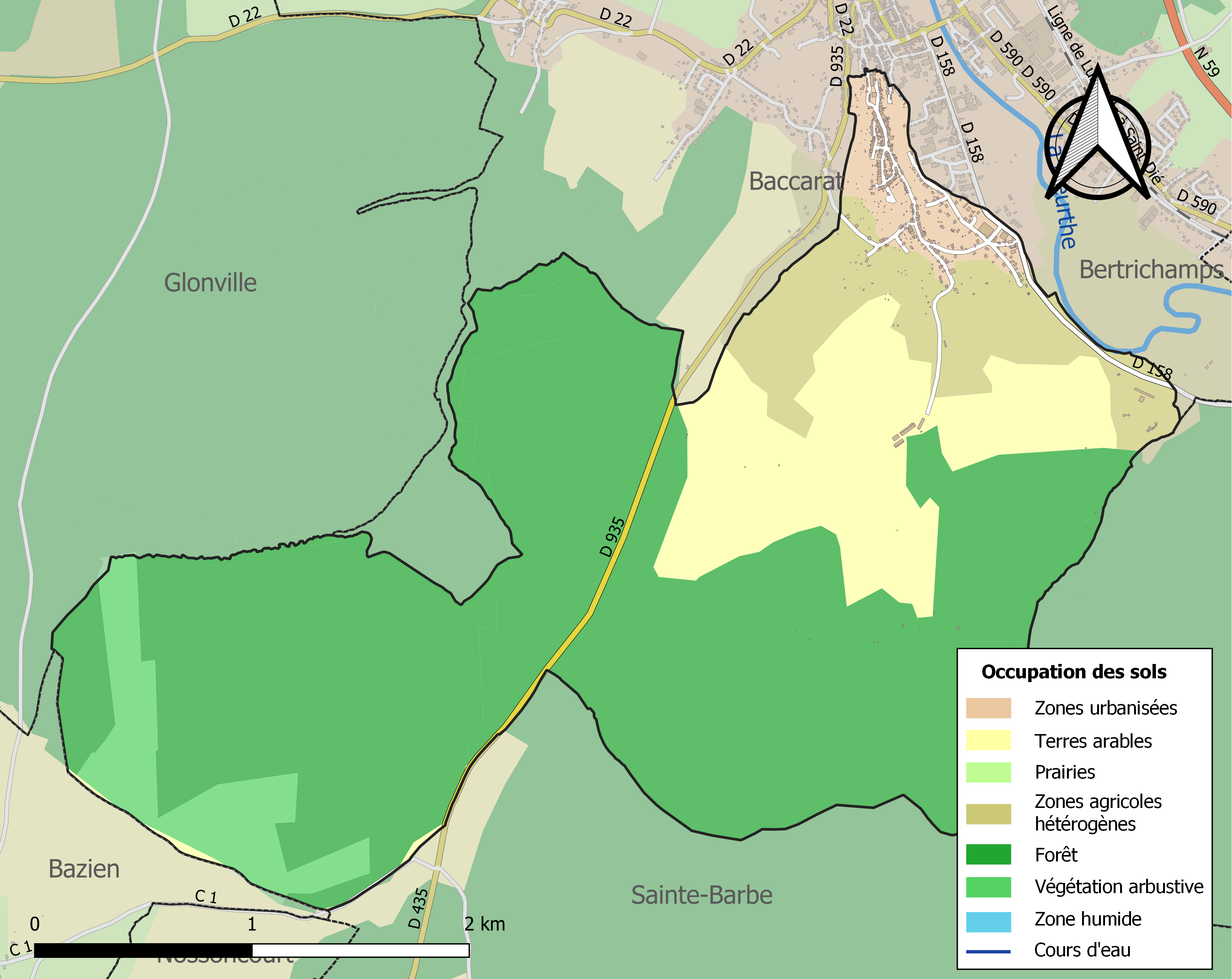
Carte des infrastructures et de l'occupation des sols de la commune en 2018 (CLC).

L'occupation des sols de la commune, telle qu'elle ressort de la base de données européenne d’occupation biophysique des sols Corine Land Cover (CLC), est marquée par l'importance des forêts et milieux semi-naturels (71,7 % en 2018), une proportion sensiblement équivalente à celle de 1990 (72,3 %). La répartition détaillée en 2018 est la suivante : forêts (66,1 %), terres arables (15,4 %), zones agricoles hétérogènes (9,2 %), milieux à végétation arbustive et/ou herbacée (5,6 %), zones urbanisées (3,8 %). L'évolution de l’occupation des sols de la commune et de ses infrastructures peut être observée sur les différentes représentations cartographiques du territoire : la carte de Cassini (XVIIIe siècle), la carte d'état-major (1820-1866) et les cartes ou photos aériennes de l'IGN pour la période actuelle (1950 à aujourd'hui).

### Habitat et logement
En 2021, le nombre total de logements dans la commune était de 265, alors qu'il était de 266 en 2016 et de 255 en 2011.
Parmi ces logements, 86,4 % étaient des résidences principales, 3 % des résidences secondaires et 10,6 % des logements vacants. Ces logements étaient pour 90,1 % d'entre eux des maisons individuelles et pour 9,5 % des appartements.
Le tableau ci-dessous présente la typologie des logements à Deneuvre en 2021 en comparaison avec celle de Meurthe-et-Moselle et de la France entière. Une caractéristique marquante du parc de logements est ainsi une proportion de résidences secondaires et logements occasionnels (3 %) supérieure à celle du département (2,2 %) mais inférieure à celle de la France entière (9,7 %).
| Typologie                                               | Deneuvre | Meurthe-et-Moselle | France entière |
| ------------------------------------------------------- | -------- | ------------------ | -------------- |
| Résidences principales (en %)                           | 86,4     | 88,6               | 82,2           |
| Résidences secondaires et logements occasionnels (en %) | 3        | 2,2                | 9,7            |
| Logements vacants (en %)                                | 10,6     | 9,2                | 8,1            |

### Voies de communication et transports
La commune est desservie par l'ancienne Route nationale 435 (actuelle RD 935) qui la relie   à Baccarat et Rambervillers.
La station de chemin de fer la plus proche est la gare de Baccarat, desservie par des trains TER Grand Est de la relation de Nancy à Saint-Dié-des-Vosges.

## Toponymie

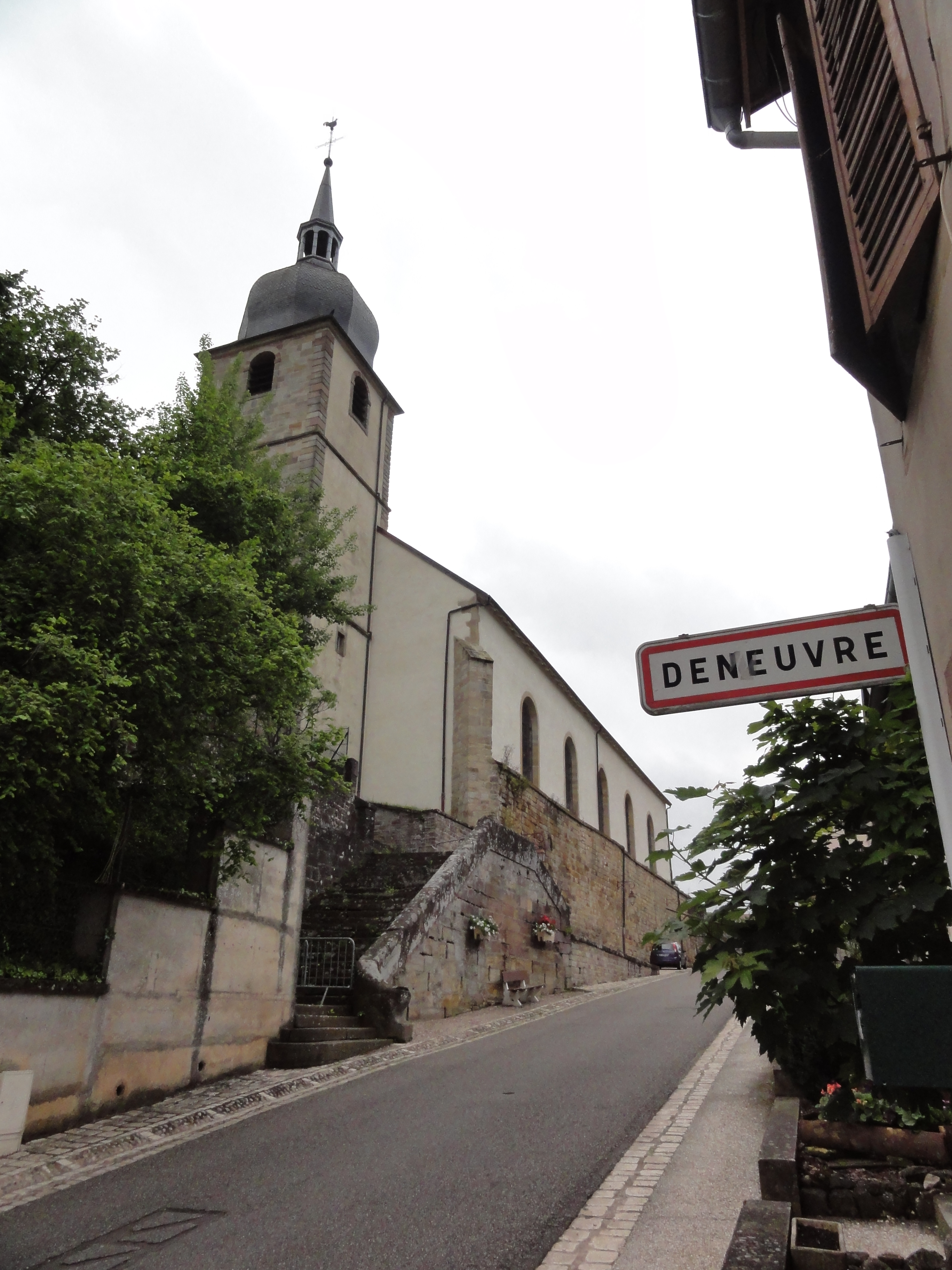

Le nom de la localité est attesté sous les formes Wiricus de Danubre (1076) ; Ecclesia Donobrii (1120) ; Castrum quod dicitur Donobrium (1127) ; Cella de Danubrio (1152) ; « Ex prædio S. Stephani Danorum opus solito vocitari, quod corruptè nunc Danubrium vocitant cuncti… » (XIIe siècle) ; Apud Dunnievre (vers 1260) ; Doneuvre et Donovre (1270) ; Donnevre ou Donuevre (1280) ; Dennevre (1282) ; Douneuvre (1300) ; Denuevres (1325) ; Donuvre (1332) ; Denevre (1505) ; Denneuvre (1523) ; Decanatus de Danubrio.

Deneuvre est situé sur une éminence dominant la rive gauche de la Meurthe.

## Histoire

### Antiquité
La situation de Deneuvre sur un éperon dominant la Meurthe lui a valu dans l'histoire une occupation précoce. Des monnaies (première moitié du Ier siècle avant notre ère) et des fossés attestent de l'occupation du site dès l'époque gauloise. Le nom de la commune est issu de deux mots gaulois, Donos (même origine que le nom du Donon ?) et peut-être briga, "forteresse", devenu ultérieurement *Danobriga[réf. nécessaire].
Des Romains, il subsiste de visible la tour du Bacha, bâtiment tardif, dont l'utilisation reste incertaine mais qui, contrairement à la tradition n'avait pas d'usage militaire. C'est une bourgade, dont une partie a été fouillée dans les années 1960 par la Société d'archéologie du canton de Baccarat, avec des activités artisanales (poterie dont on a retrouvé quelques ateliers, taille de la pierre, travail du bois) et religieuse puisque deux sanctuaires y ont été décelés, l'un dédié à Jupiter et l'autre à Hercule, ce dernier ayant fait l'objet de fouilles menées par G. Moitrieux avec le soutien de la Société d'archéologie de Deneuvre entre 1974 et 1986, dont le musée reconstitue l'organisation. La sculpture retrouvée à Deneuvre tant dans le sanctuaire herculéen (c'est le site de l'Occident romain qui a livré le plus de représentations de ce dieu, soit plus de 100) que sur le reste du territoire, atteste d'une certaine richesse pour cette agglomération secondaire située sur un axe routier secondaire mais très fréquenté. Il devait y séjourner quelques militaires sans doute à l'origine du sanctuaire d'Hercule et d'un sanctuaire dédié au dieu Mithra. Le sanctuaire d'Hercule est détruit sans doute par les chrétiens (une stèle funéraire chrétienne précoce a été mise au jour à Deneuvre) à la fin du IVe siècle sans doute sous le règne de Valentinien Ier (364-375). L'agglomération elle-même est détruite et incendiée au début du Ve siècle (monnaie d'Arcadius, 383-408 sans doute lors de l'invasion des Alamans en 406) et aucun témoignage de présence humaine n'est connu avant l'époque carolingienne.

### Moyen Âge
La ville et le château sont acquis par les comtes de Salm au XIIe siècle qui possèdent l'avouerie de l'abbaye de Senones et auprès de laquelle ils édifient le château de Salm.
À la suite d'un partage vers 1240, le territoire de Deneuvre entre dans le patrimoine de Frédéric sire de Blâmont de la Maison de Salm.
En 1305, Henri, sire de Blâmont, est voué de Deneuvre pour l'évêque de Metz. Il fait construire la tour des Voués pour s'assurer le contrôle de la ville. Endetté, Adémar de Montil, évêque de Metz, lui rachète cette tour en 1332 et agrandit le château. Les murs de 2 m d’épaisseur (qu’on voit encore derrière l’église actuelle) forment un rempart de 25 m de haut.
Un faubourg se développe dès le XIIIe siècle et deviendra Baccarat, dont le nom (écrit successivement Bacquarat, Bakarroit, Beckarrat, puis Backarrat, l'étymologie Bacchi Ara à la suite de la découverte hypothétique d'une autel à Bacchus est fantaisiste)) apparaît pour la première fois en 1291.

### Temps modernes
Douaire de la duchesse de Lorraine Christine de Danemark, veuve du duc François Ier de Lorraine et mère du duc Charles III de Lorraine, la ville et le château accueilleront la jeune souveraine qui y mettre au monde sa fille cadette Dorothée de Lorraine.
Si le vin de la région est bien connu localement, la cité l'est surtout pour ses drapiers. Aux alentours de 1600, le commerce du bois est le plus lucratif et on en vend jusqu’à Nancy.
La ville fortifiée est démantelée sur ordre de Richelieu en 1636 lors de la guerre de Trente Ans.
En 1760, la saline de Rosières, principale cliente en bois de la ville, ferme. Alors que tous se demandent comment utiliser ce bois, l’évêque de Metz songe à installer une verrerie. Louis XV en autorise la création en 1764, et dès lors Baccarat se développe au détriment de Deneuvre.

### Époque contemporaine

Deneuvre durant la Première Guerre mondiale
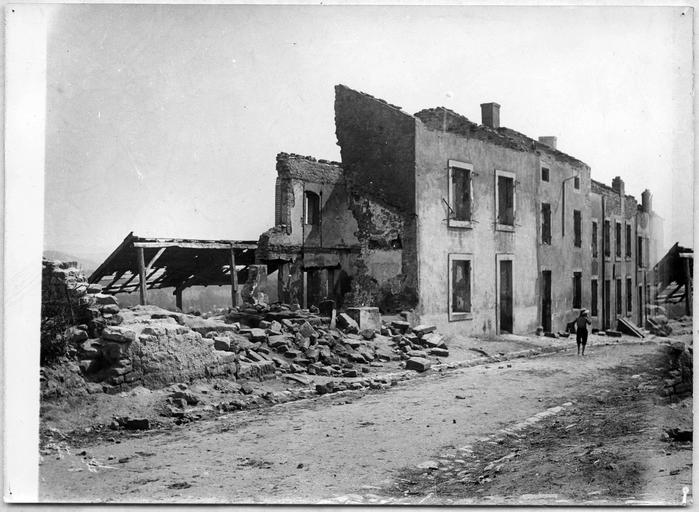
Maison : Entrée de la ville, destructions(1915)
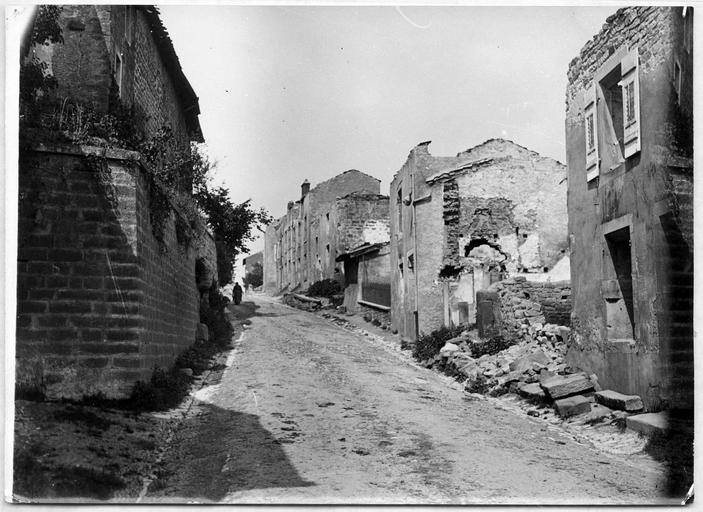
Maison : Rue et destructions (1915)
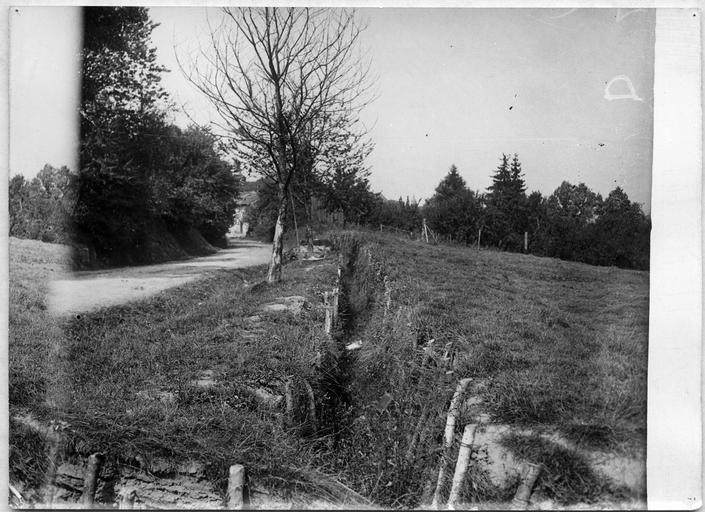
Anciennes tranchées sur la route (1915)

## Politique et administration

### Rattachements administratifs et électoraux

#### Rattachements administratifs
La commune se trouve dans l'arrondissement de Lunéville du département de la Meurthe-et-Moselle
Elle faisait partie depuis 1793 du canton de Baccarat. Dans le cadre du redécoupage cantonal de 2014 en France, cette circonscription administrative territoriale a disparu, et le canton n'est plus qu'une circonscription électorale.

#### Rattachements électoraux
Pour les élections départementales, la commune fait partie depuis 2014 d'un nouveau  canton de Baccarat, porté de 20 à 91 communes
Pour l'élection des députés, elle fait partie de la quatrième circonscription de Meurthe-et-Moselle.

### Intercommunalité
Deneuvre était membre de la communauté de communes d'entre Meurthe et Verdurette, un établissement public de coopération intercommunale (EPCI) à fiscalité propre créé en 2004 et auquel la commune avait transféré un certain nombre de ses compétences, dans les conditions déterminées par le code général des collectivités territoriales.
En 2010, elle fusionne avec la communauté de communes du Cristal pour former la communauté de communes des Vallées du Cristal (CCVC)
Dans le cadre des dispositions de la loi portant nouvelle organisation territoriale de la République du 7 août 2015, qui prévoit que les établissements publics de coopération intercommunale (EPCI) à fiscalité propre doivent avoir un minimum de 15 000 habitants, la CCVC  a fusionné avec sa voisine pour former, le 1er janvier 2017, la communauté de communes du Territoire de Lunéville à Baccarat, dont est désormais membre la commune

### Liste des maires
| Période                                  | Période                       | Identité           | Étiquette | Qualité                           |
| ---------------------------------------- | ----------------------------- | ------------------ | --------- | --------------------------------- |
| Les données manquantes sont à compléter. |                               |                    |           |                                   |
|                                          |                               | Paul Colin         |           |                                   |
|                                          |                               | Albert Sister      |           |                                   |
|                                          | mars 2001                     | Jean-Marie Keyser  |           |                                   |
| mars 2001                                | mai 2020                      | Michel Boquel      |           | Retraité salarié du secteur privé |
| mai 2020                                 | janvier 2023                  | Jean-Marie Claudel |           | Ancien cadre Démissionnaire       |
| mars 2023                                | En cours (au 13 janvier 2024) | Fabien Kremer      |           | Cadre de la fonction publique     |

## Population et société
Les habitants sont appelés les Danubriens.

### Démographie
L'évolution du nombre d'habitants est connue à travers les recensements de la population effectués dans la commune depuis 1793. Pour les communes de moins de 10 000 habitants, une enquête de recensement portant sur toute la population est réalisée tous les cinq ans, les populations de référence des années intermédiaires étant quant à elles estimées par interpolation ou extrapolation. Pour la commune, le premier recensement exhaustif entrant dans le cadre du nouveau dispositif a été réalisé en 2005.

En 2022, la commune comptait 461 habitants, en évolution de −13,35 % par rapport à 2016 (Meurthe-et-Moselle : −0,13 %, France hors Mayotte : +2,11 %).
| 1793 | 1800 | 1806 | 1821 | 1831 | 1836 | 1841  | 1846  | 1851  |
| ---- | ---- | ---- | ---- | ---- | ---- | ----- | ----- | ----- |
| 510  | 473  | 579  | 625  | 685  | 900  | 1 009 | 1 020 | 1 058 |

| 1856  | 1861  | 1872  | 1876  | 1881 | 1886  | 1891 | 1896 | 1901 |
| ----- | ----- | ----- | ----- | ---- | ----- | ---- | ---- | ---- |
| 1 008 | 1 082 | 1 068 | 1 021 | 949  | 1 025 | 965  | 909  | 925  |

| 1906 | 1911 | 1921 | 1926 | 1931 | 1936 | 1946 | 1954 | 1962 |
| ---- | ---- | ---- | ---- | ---- | ---- | ---- | ---- | ---- |
| 820  | 836  | 675  | 704  | 632  | 591  | 531  | 514  | 506  |

| 1968 | 1975 | 1982 | 1990 | 1999 | 2005 | 2006 | 2010 | 2015 |
| ---- | ---- | ---- | ---- | ---- | ---- | ---- | ---- | ---- |
| 497  | 506  | 446  | 509  | 571  | 587  | 585  | 534  | 535  |

| 2020 | 2022 | - | - | - | - | - | - | - |
| ---- | ---- | - | - | - | - | - | - | - |
| 476  | 461  | - | - | - | - | - | - | - |

## Culture locale et patrimoine

### Lieux et monuments
- Vestiges de monuments gallo-romains ; Tour du Bacha  Inscrit MH (2000)[29].
- Le Site archéologique du Premier Silorit  Inscrit MH (1998)[30], découvert en 1974 et dont les fouilles systématiques jusqu'en 1984 ont permis de montrer que ce sanctuaire était dédié à Hercule.
- Grottes de la Rochotte, très ancien habitat d'ermites.
- Un trésor monétaire des IIe et IIIe siècles y a été découvert en 1973.
- Château fondé au Xe siècle par Adalbéron Ier de Metz, évêque de Metz, remanié et démantelé par les Français en 1636. Le donjon s'est écroulé en 1880, il reste encore une partie des remparts voisins.
- Église Saint-Rémy  Classé MH (1978, clocher)  Inscrit MH (1978, Le reste de l'église)[31] construite en 1747 sur les fondations du château médiéval entièrement rasé : clocher à bulbe, quatre statues de pierre XVIe siècle, Vierge à l'Enfant en bois polychrome XVIe siècle, toile XVIIIe siècle de Girardet ; lustres en cristal de Baccarat, orgue de 1704, restauré, buffet.
- Tombe au cimetière de l'aide-major général Thibaut de Ménonville, compagnon de Rochambeau aux États-Unis.
- Vestiges de l'ancien prieuré du Moniet dédié à saint Étienne, fondé en 1126 par Étienne de Bar évêque de Metz, remanié 15e : ancien chœur et croisée du transept de la chapelle.
- Ruine d'une ancienne église collégiale Saint-Georges de 1301 (il ne reste qu'un pan de mur).
- Chapelle de cimetière.

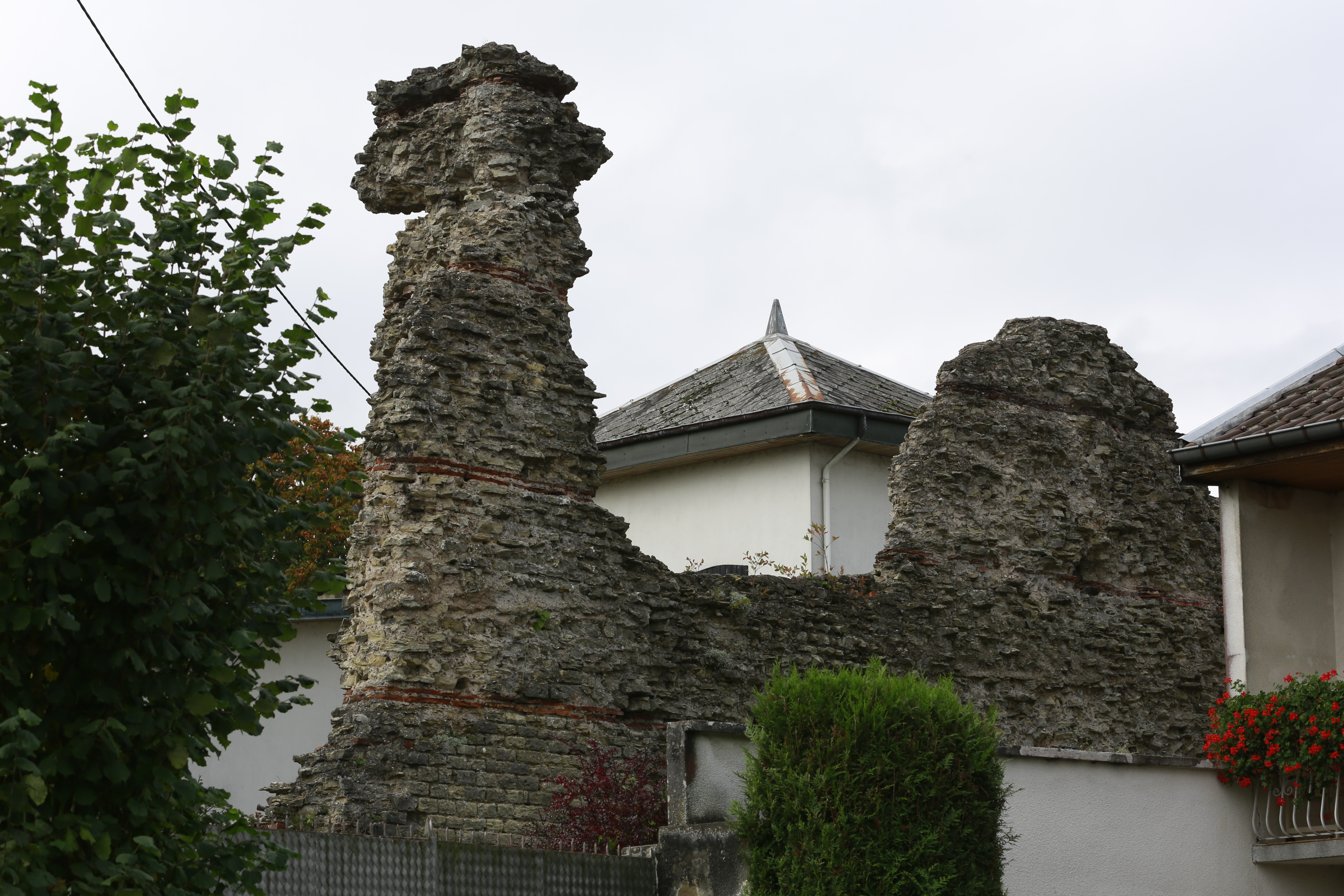
Tour gallo-romaine du Bacha
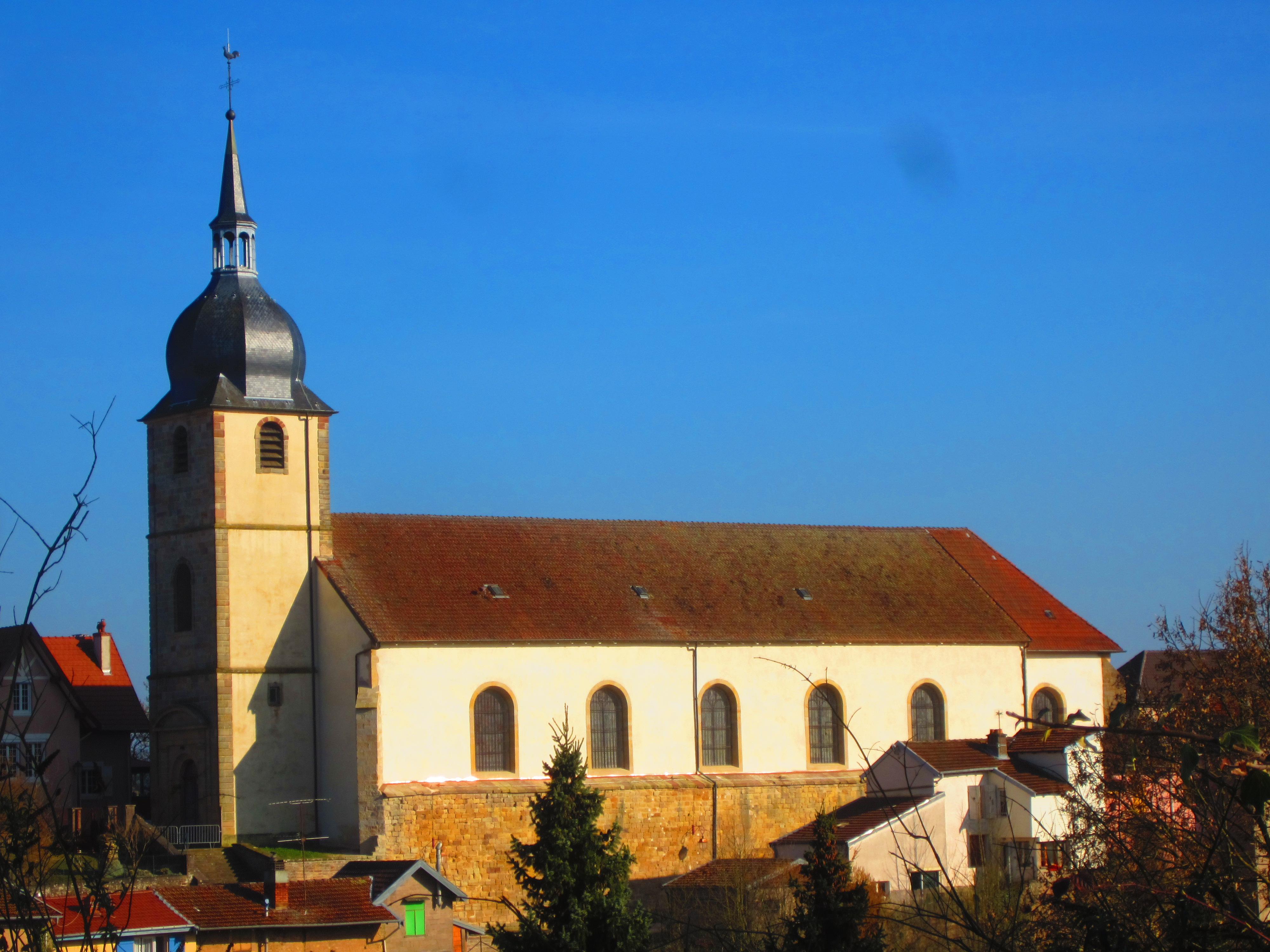
L'église Saint-Rémy.
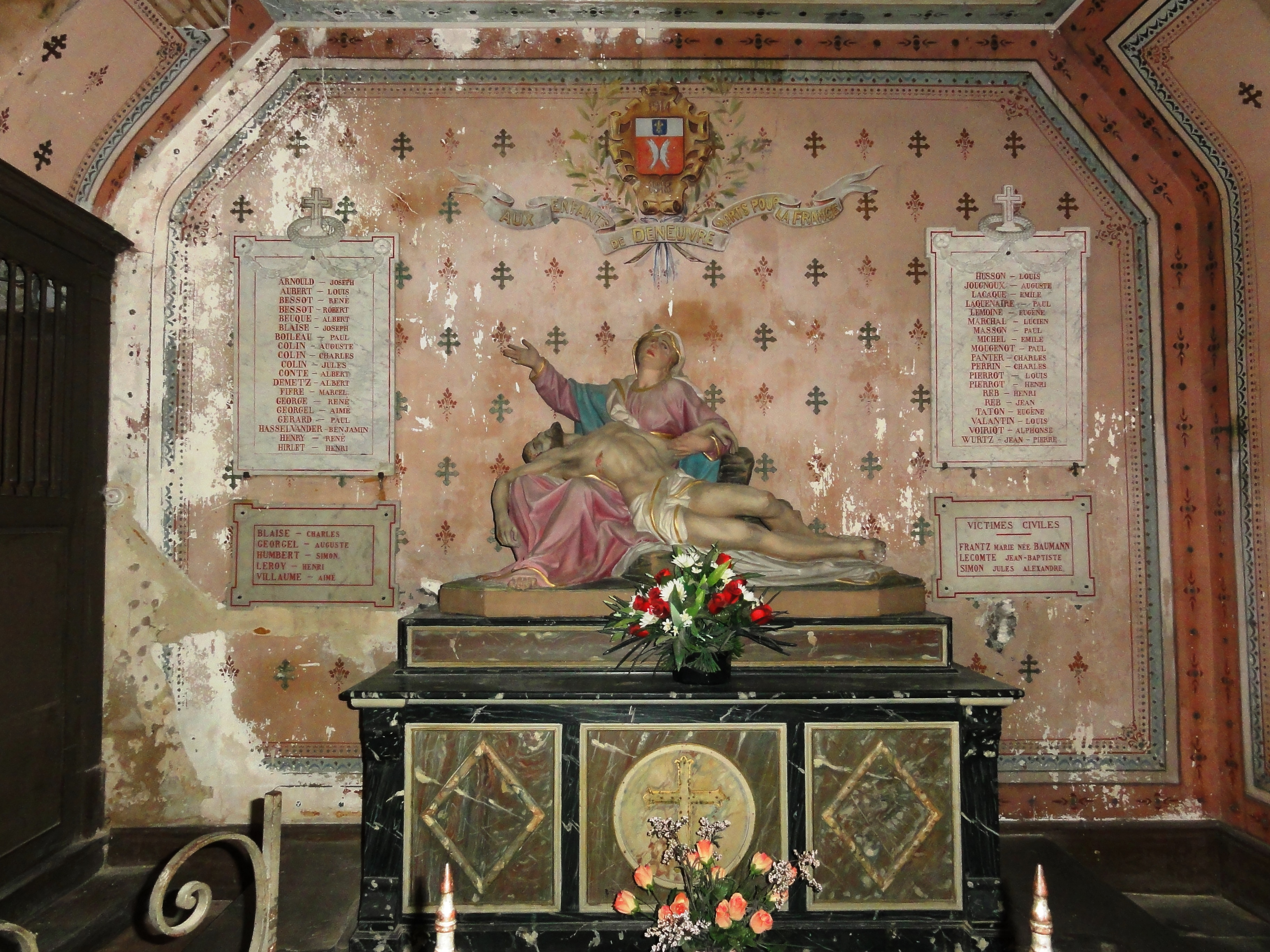
Piéta et plaques monument aux morts de l'église.
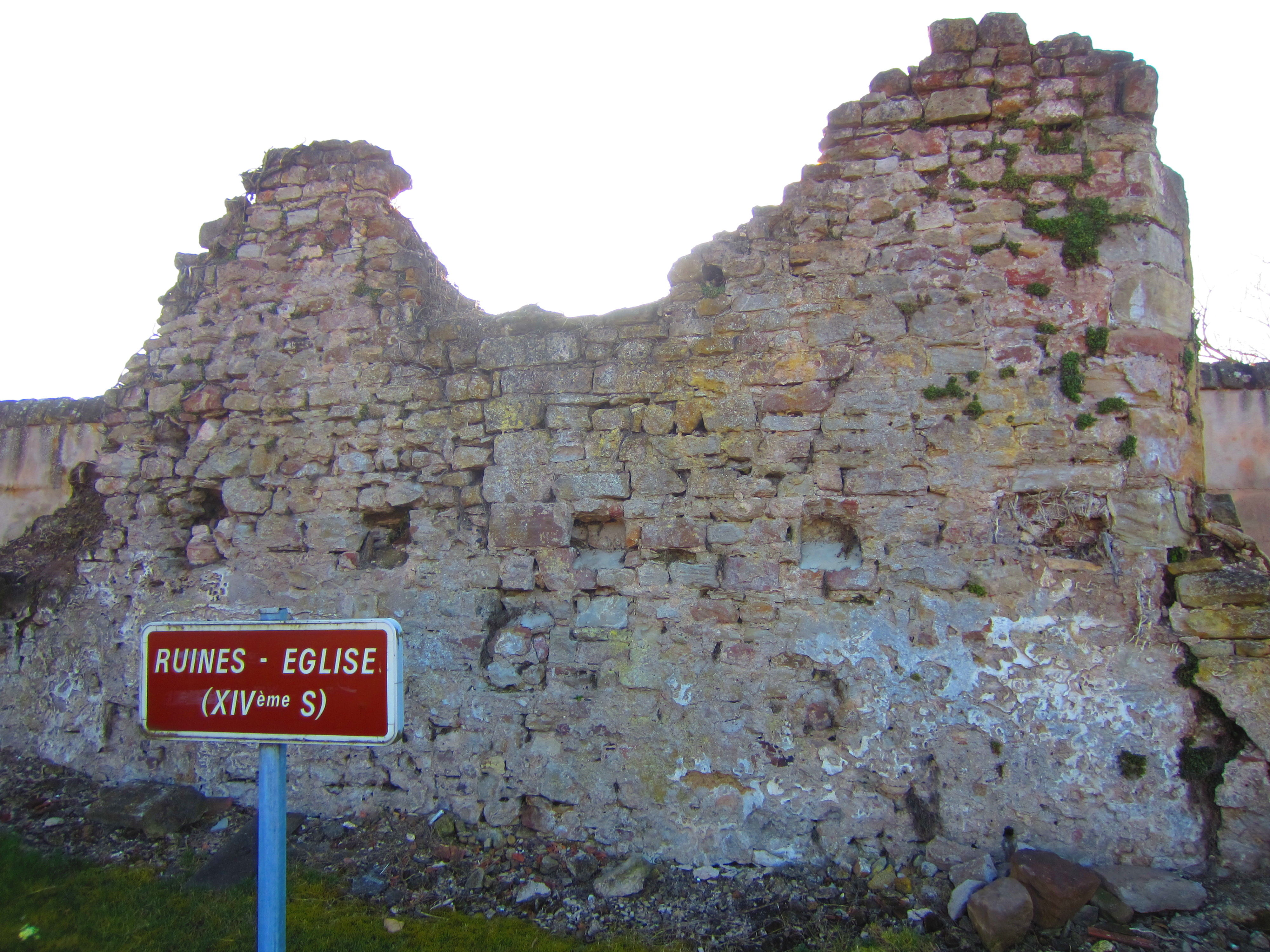
Ruines de l'ancienne collégiale .
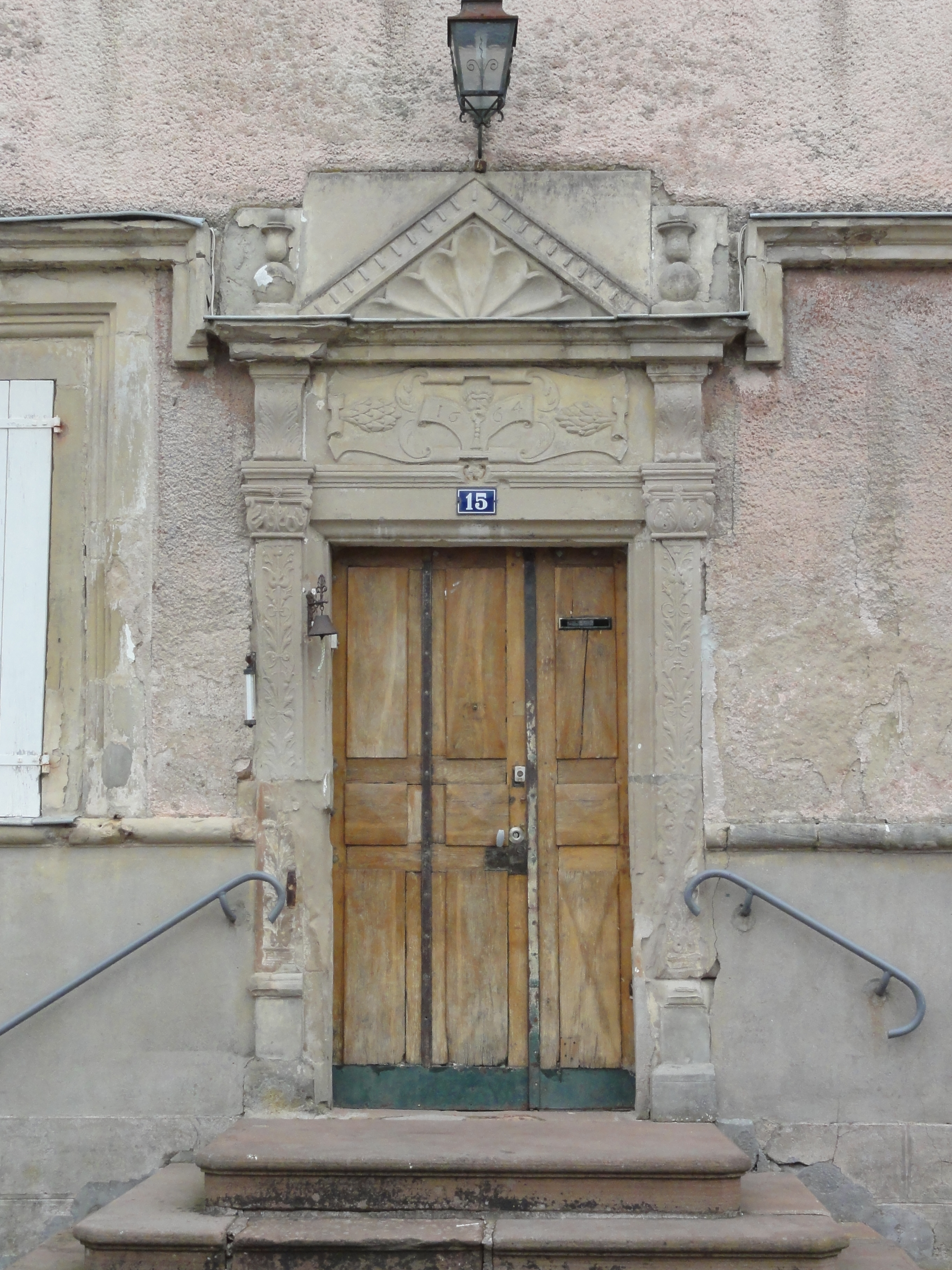
Porte monumentale d'une maison
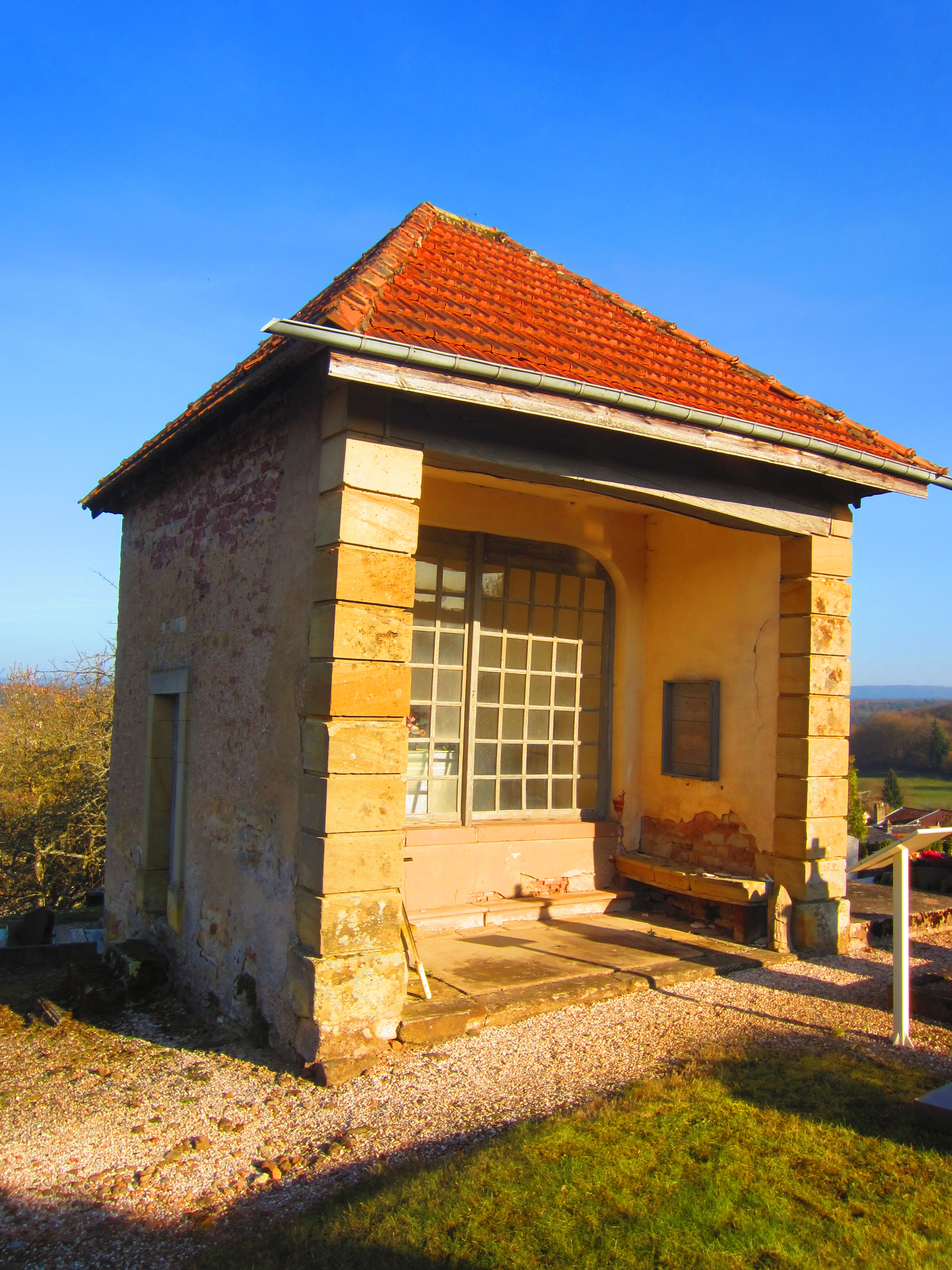
Chapelle du cimetière.
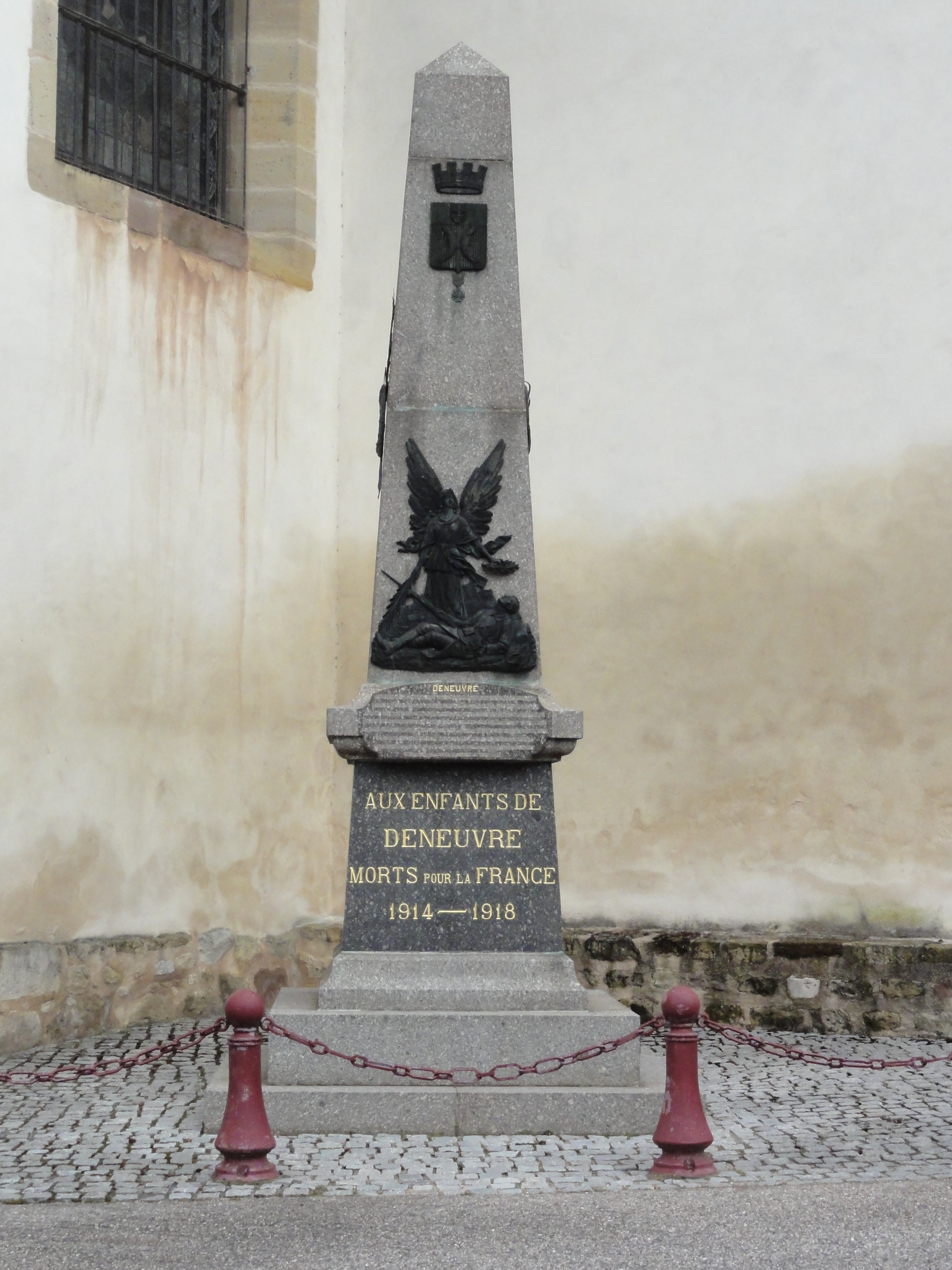
Le monument aux morts.
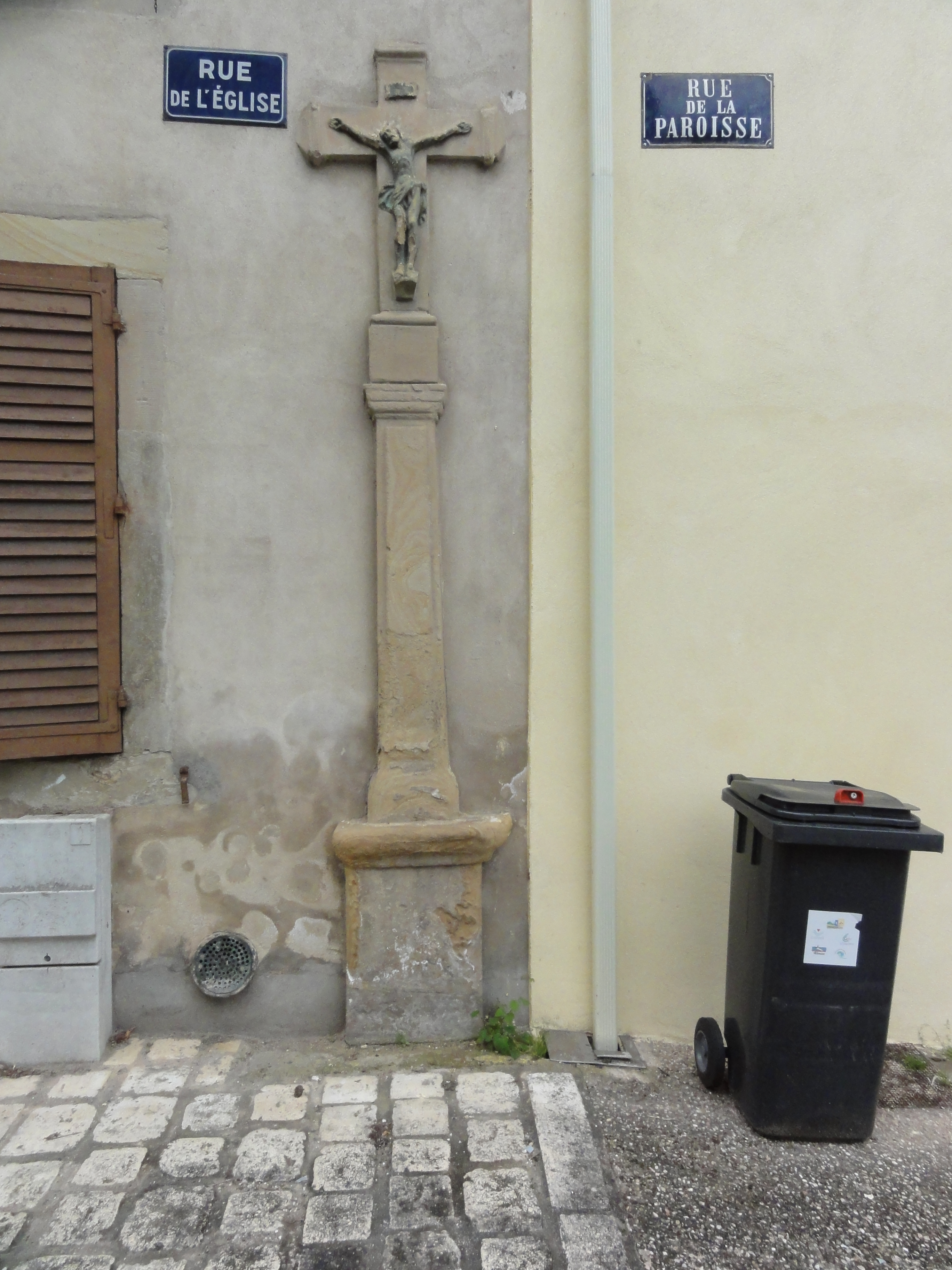
Croix de chemin.

### Équipements culturels
- Musée Les sources d'Hercule[32], au presbytère : produits des fouilles ; Vierge de pitié XVIe siècle : musée archéologique gallo-romain, reconstitution d'un sanctuaire de source dédié à Hercule, fréquenté du IIe au IVe siècle apr. J.-C., sculptures d'Hercule, bassins antiques remis en eau, qui présente une gigantesque mosaïque romaine.

Musée Les sources d'Hercule
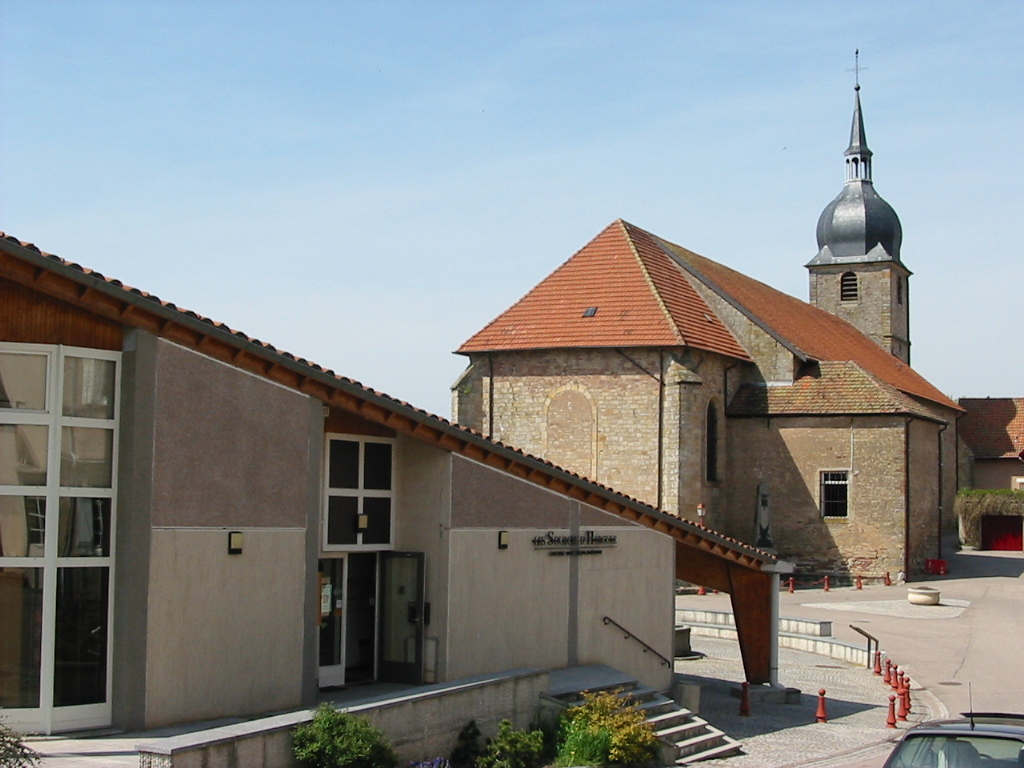
Le musée et l'église.
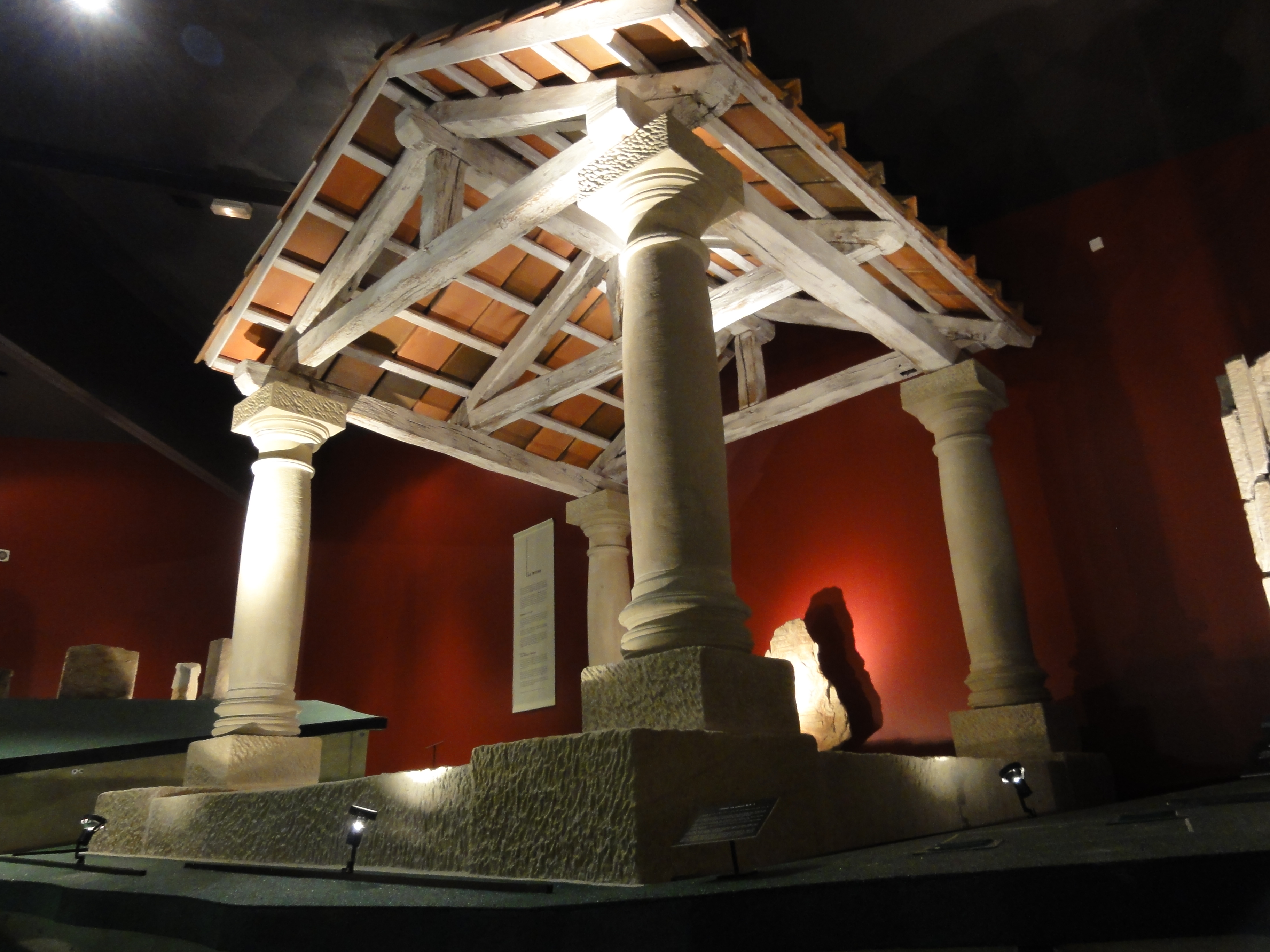
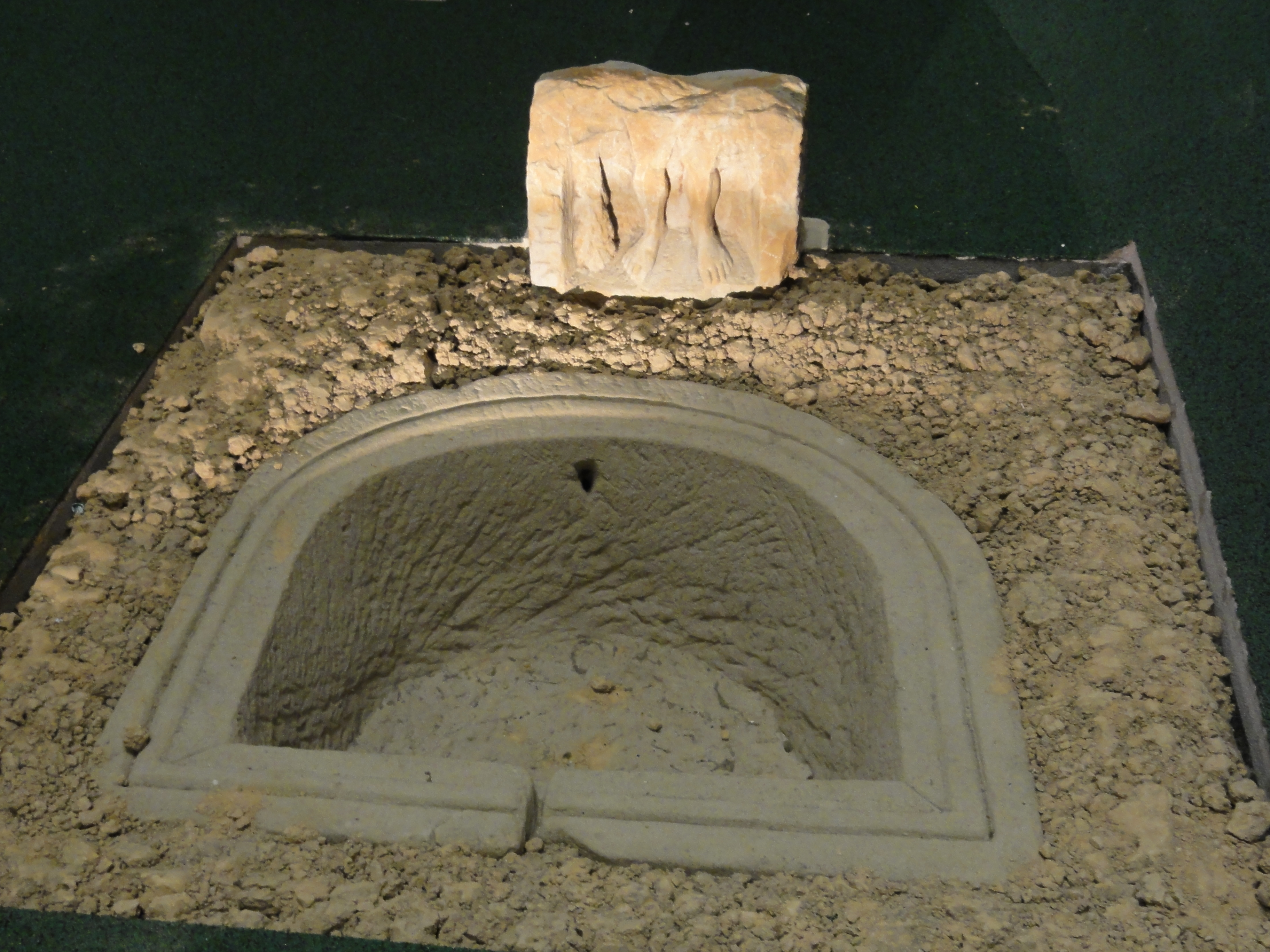
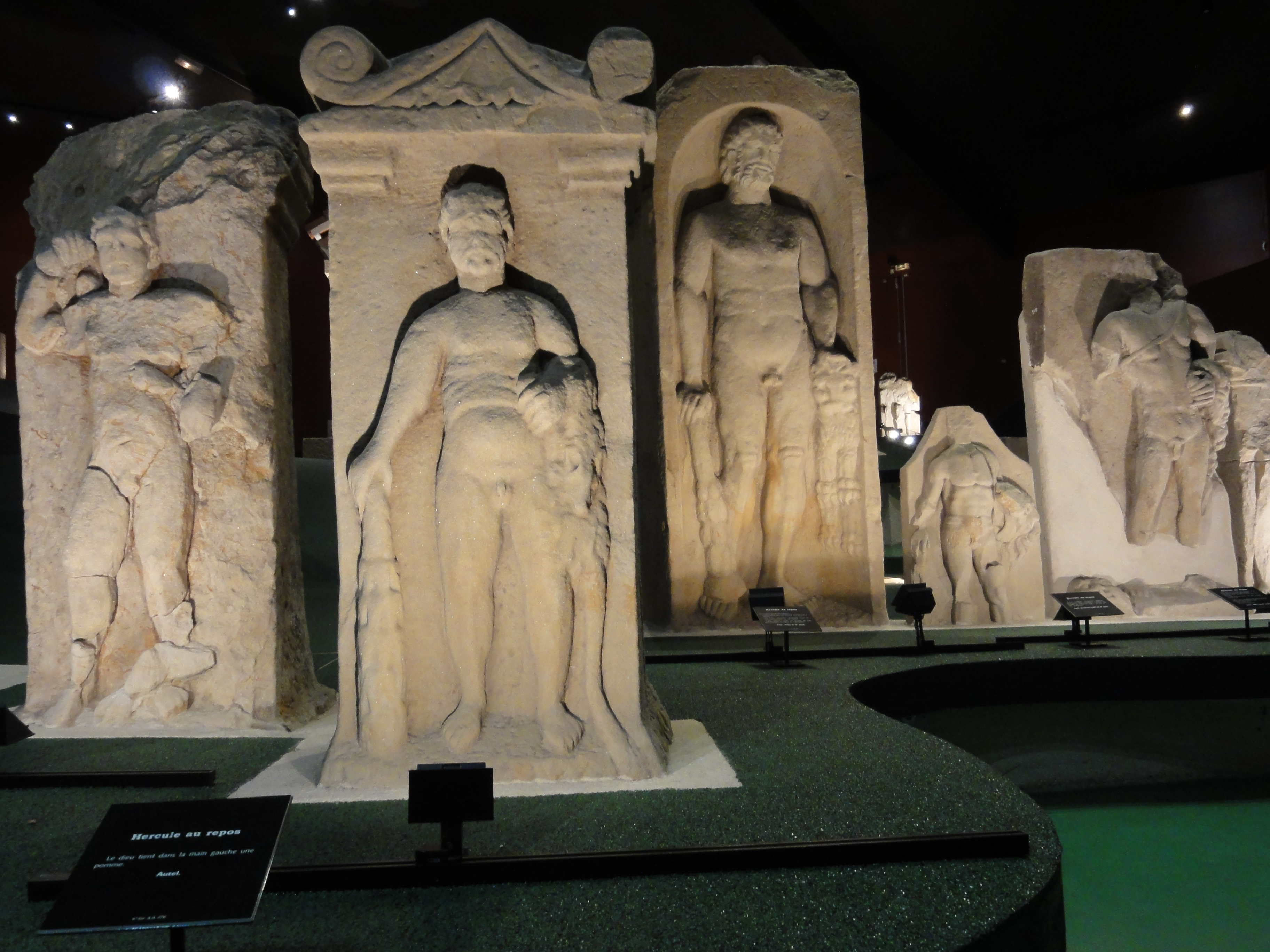

### Personnalités liées à la commune
- Christine de Danemark (1521-1590), duchesse douairière de Lorraine et de Bar, co-régente des Duchés.
- Dorothée de Lorraine (1545-1621), duchesse de Brunswick,  y est née.
- Valentin Jamerai-Duval (1695-1775), bibliothécaire de l'empereur[pourquoi ?].
- Louis Ancel (1736-1802), général des armées de la République, né à Deneuvre, décédé à Baccarat.
- François Thibault de Ménonville (1740-1816), officier français du génie, député de Mirecourt, est mort à Deneuvre.
- Jacques Hallez (1923-2021), peintre-graveur, avait son atelier à Deneuvre.
- Jean Bernadaux, homme politique né en 1935 à Deneuvre, maire de Villers-lès-Nancy et sénateur de 1992 à 2001.

### Héraldique
| Blason de Deneuvre | Blason  | De gueules à deux saumons adossés d'argent au chef de même chargé d'un écu d'azur mis en cœur à une fleur de lys d'or. |
| Blason de Deneuvre | Détails | Les saumons représentent les comtes de Blâmont de la maison de Salm. En 1470, Louis XI récompensa Olry de Blâmont, lui permettant d'ajouter l'écu à la fleur de lys. En 1608, Deneuvre portait d'or au sautoir de gueules chargé de deux saumons adossés d'argent, d'après Constant Lapaix. Le statut officiel du blason reste à déterminer. |

## Pour approfondir